# 武井優
武井 優（たけい まさる、1949年6月10日 - ）は、日本の実業家。山梨県出身。

## 略歴
- 1949年　生まれる。
- 1972年　福島大学卒業[1]。
- 同年4月　東京電力入社[1]。
- 1988年　経理部財務課課長[1]。
- 1989年　総務部株式課長[1]。
- 2001年　総務部長[1]
- 2004年　6月 執行役員経理部長[1]。
- 2007年　6月 常務取締役[1]。
- 2010年　6月 取締役副社長。
- 2011年　2月 法務省人事で法制審議会委員に任命される[2]。
- 2012年　アラビア石油監査役に就任。

## 人物
東京電力の経理部門の生え抜き。2008年には常務として、新潟県中越沖地震による柏崎刈羽原発の損傷や、原油高による燃料費高沸による採算性悪化に対応した。このため柏崎刈羽原発の耐震強化工事や当面の燃料費として2008年3月期の社債発行を総額6000億円から最大7500億円に引き上げるなどした。2010年9月に東京電力は5500億円の巨額増資を実施し、各方面から疑問の声が出たが、武井（当時副社長）は、『低炭素化社会に向けた設備投資や海外事業への積極投資』のために必要なものであると決算発表会の席上で理解を求めた。柏崎刈羽原発は2010年2月に6号機、7号機の営業運転を開始され、それによって武井は今年後1100億円程度の利益が積み上げ可能となり2基だけとはいえ収支改善に大きな役割を果たしたとした。2011年の福島第一原子力発電所事故後の経営陣刷新によって東京電力を退社する。

## 論文
- 平成10年の株式実務 (′98年商事法務展望) （1998）[7]
- 平成11年の株式実務 ('99年商事法務展望) （1999）[7]
- 平成7年における株式実務 (商事法務展望′95) （1995）[7]
- 第70回監査役全国会議・全体会 今日的に求められる、取締役及び監査役の責務 （2010）[7]
- 会員懇親会 （1996）[7]
- 座談会(平成10年11月20日開催)平成10年度の株主総会を振り返って(1) （1999）[7]
- 年頭に当たって （2001）[7]

## 索引
1. 1 2 3 4 5 6 7 8 9  新役員／東京電力－執行役員・片倉百樹氏、初鹿將之氏、細川忠士氏ほか 2004.09.01　日刊工業新聞　30頁　(全2,782字)
2. ↑  法務省人事　2011.02.05　共同通信　(全45字)
3. ↑  純損失1550億円に拡大　東電、原発停止や原油高で　2008.01.30　共同通信　(全598字)
4. ↑  東電、社債発行を１５００億円追加－柏崎刈羽停止で資金需要増大　2008.01.31　日刊工業新聞　13頁　(全376字)
5. ↑  『増資は成長の原資』　“東電ショック”に反論　他社電力株とばっちり　2010年10月30日　朝刊　10頁　第二経済面　(全688字)
6. ↑  電力10社、10年3月期見通し－燃料費低下で利益増加　2010.02.01　日刊工業新聞　14頁　(全858字)
7. 1 2 3 4 5 6 7  CiNii Articles 論文検索